# Hadonais Nieves
Hadonais Nieves (Tinaquillo, estado Cojedes; 10 de abril de 1998) es una cantante venezolana. Empezó a cantar desde muy temprana edad y durante su adolescencia estuvo en el coro de la Iglesia de Tinaquillo. Emigró a Chile en 2018 debido a razones de fuerza mayor. La joven estaba embarazada de su segundo hijo y necesitaba administrarse una vacuna debido a un problema genético, y este medicamento no estaba disponible en su país, por lo que puso rumbo en tierras chilenas.
Instalada ya en Chile luego del nacimiento de su bebé, las cosas no fueron fáciles para ella, pues estaba sola con sus dos hijos al haberse separado de su pareja, y además en un lugar lejos de su hogar. Sin embargo, logró salir adelante trabajando duro, incluso apenas unos días después de haber dado a luz. La joven madre echó mano de su privilegiada voz para llevar el sustento a casa, y comenzó a cantar en la calle y en el metro.
En 2023 decide participar en la 4ta temporada de The Voice Chile, resultando ganadora. ‘El Puma’ José Luis Rodríguez, quien fue su coach en The Voice Chile, mencionó los comienzos de Hadonais al felicitarla por su triunfo: “Una historia sacada de un cuento de hadas, una muchacha que cantaba en las calles y en el tren en Santiago de Chile fue la ganadora en The Voice Chile”.
“La música ha sido un sostén para mí en muchas situaciones... la música ha sido parte de mi vida en momentos difíciles”, comentó la joven luego de su triunfo. Además del premio de 20 millones de pesos chilenos (25 mil dólares en ese entonces) ganó un contrato con el sello discográfico Universal Music.
Desde muy pequeña ha sido interprete de la música recia, como buena llanera, con el tiempo agregó a su registro vocal ritmos como el merengue y la ranchera. En 2024 lanza su primer álbum de estudio, titulado "Directo al Corazón".